# ドワイト・フィリップス
ドワイト・フィリップス（Dwight Phillips, 1977年10月1日 - ）は、アメリカ合衆国の陸上競技選手である。2004年アテネオリンピック男子走幅跳の金メダリストである。また走幅跳で2003,2005,2009,2011と世界選手権を4度制している。
2009年、100mでは自己ベストとなる10秒06を記録し、幅跳びでは向かい風1.2m/sの悪条件の中、世界歴代5位となる8m74をマーク。これは21世紀に入ってからの世界最高記録となった。 

## 主な実績
| 年   | 大会                           | 場所                       | 種目   | 結果 | 記録   |
| ---- | ------------------------------ | -------------------------- | ------ | ---- | ------ |
| 2003 | 世界室内陸上選手権             | バーミンガム（イギリス）   | 走幅跳 | 金   | 8.29 m |
| 2003 | 世界陸上選手権                 | パリ（フランス）           | 走幅跳 | 金   | 8.32 m |
| 2003 | ワールドアスレチックファイナル | モンテカルロ（モナコ）     | 走幅跳 | 金   | 8.31 m |
| 2004 | オリンピック                   | アテネ（ギリシャ）         | 走幅跳 | 金   | 8.59 m |
| 2004 | ワールドアスレチックファイナル | モンテカルロ（モナコ）     | 走幅跳 | 銀   | 8.26 m |
| 2005 | 世界陸上選手権                 | ヘルシンキ（フィンランド） | 走幅跳 | 金   | 8.60 m |
| 2005 | ワールドアスレチックファイナル | モンテカルロ（モナコ）     | 走幅跳 | 金   | 8.46 m |
| 2007 | 世界陸上選手権                 | 大阪（日本）               | 走幅跳 | 銅   | 8.30 m |
| 2009 | 世界陸上選手権                 | ベルリン（ドイツ）         | 走幅跳 | 金   | 8.54 m |
| 2011 | 世界陸上選手権                 | 大邱（韓国）               | 走幅跳 | 金   | 8.45 m |

## 自己ベスト

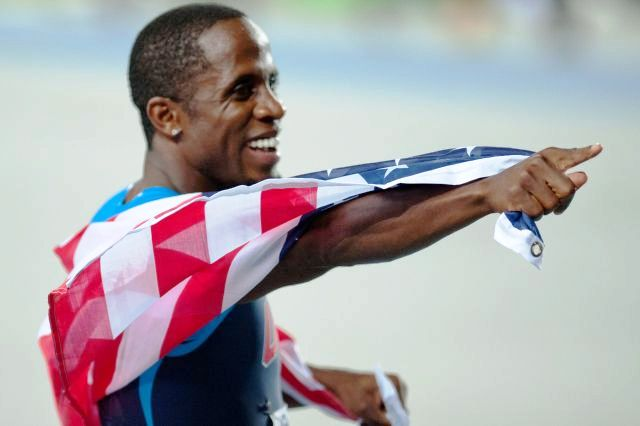
2011年世界陸上にて

- 100m：10秒06（+2.0m/s）（2009年5月9日）
- 走幅跳 ：8m74（-1.2m/s）（2009年6月7日 世界歴代5位）